# دم‌آتشی کوهستان
دم‌آتشی کوهستان (نام علمی: Oreostruthus fuliginosus) یک گونه معمول از سهره ریز است که در گینه نو یافت می‌شود. پراکنش جهانی آن بین ۲۰۰۰۰ تا ۵۰۰۰۰ کیلومتر مربع برآورد شده است و این تنها گونه از سردهٔ Oreostruthus است.